# Hällkvastmossa
Hällkvastmossa (Dicranum spurium) är en bladmossart som beskrevs av Hedwig 1801. Hällkvastmossa ingår i släktet kvastmossor, och familjen Dicranaceae. Arten är reproducerande i Sverige. Inga underarter finns listade i Catalogue of Life.

## Bildgalleri

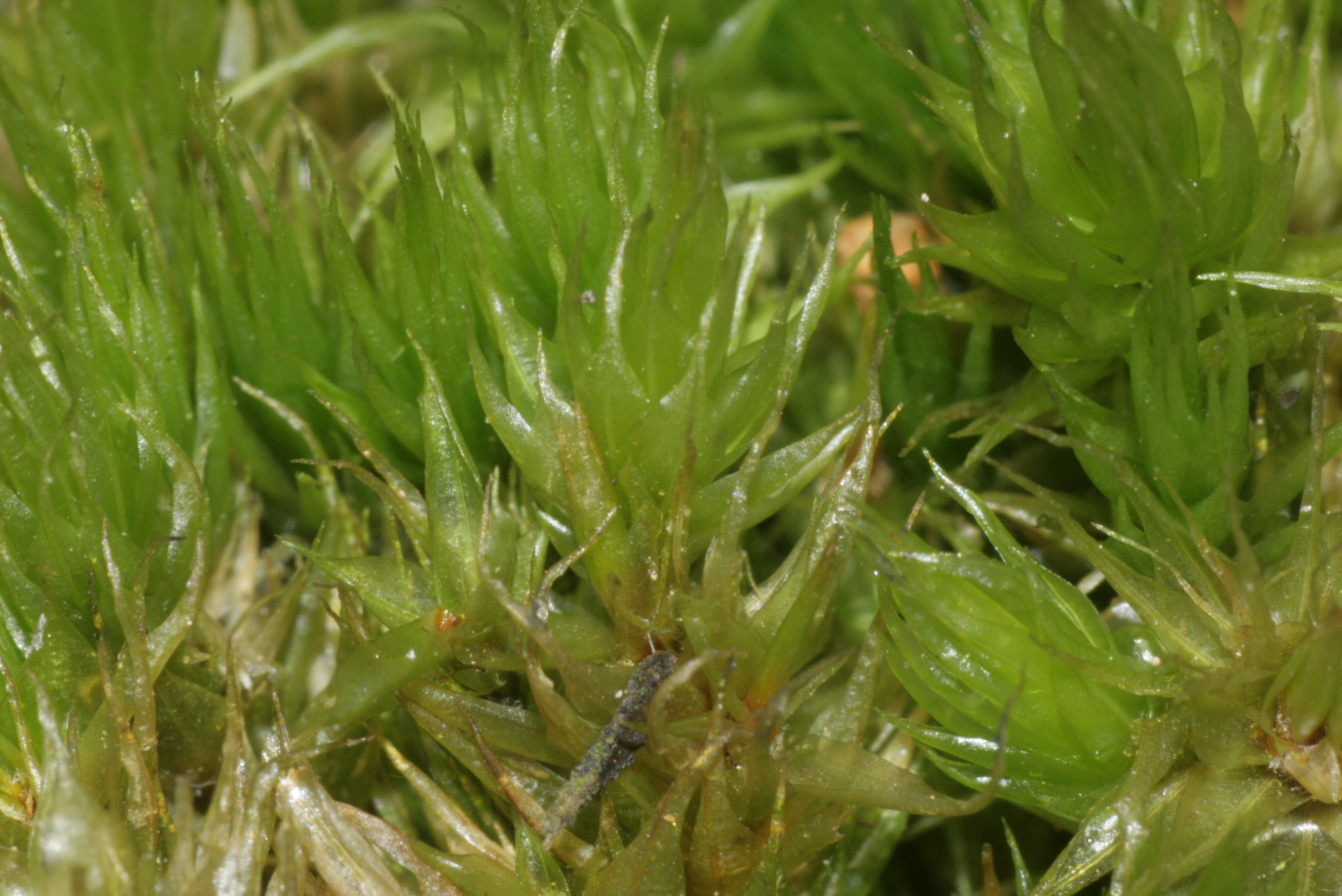
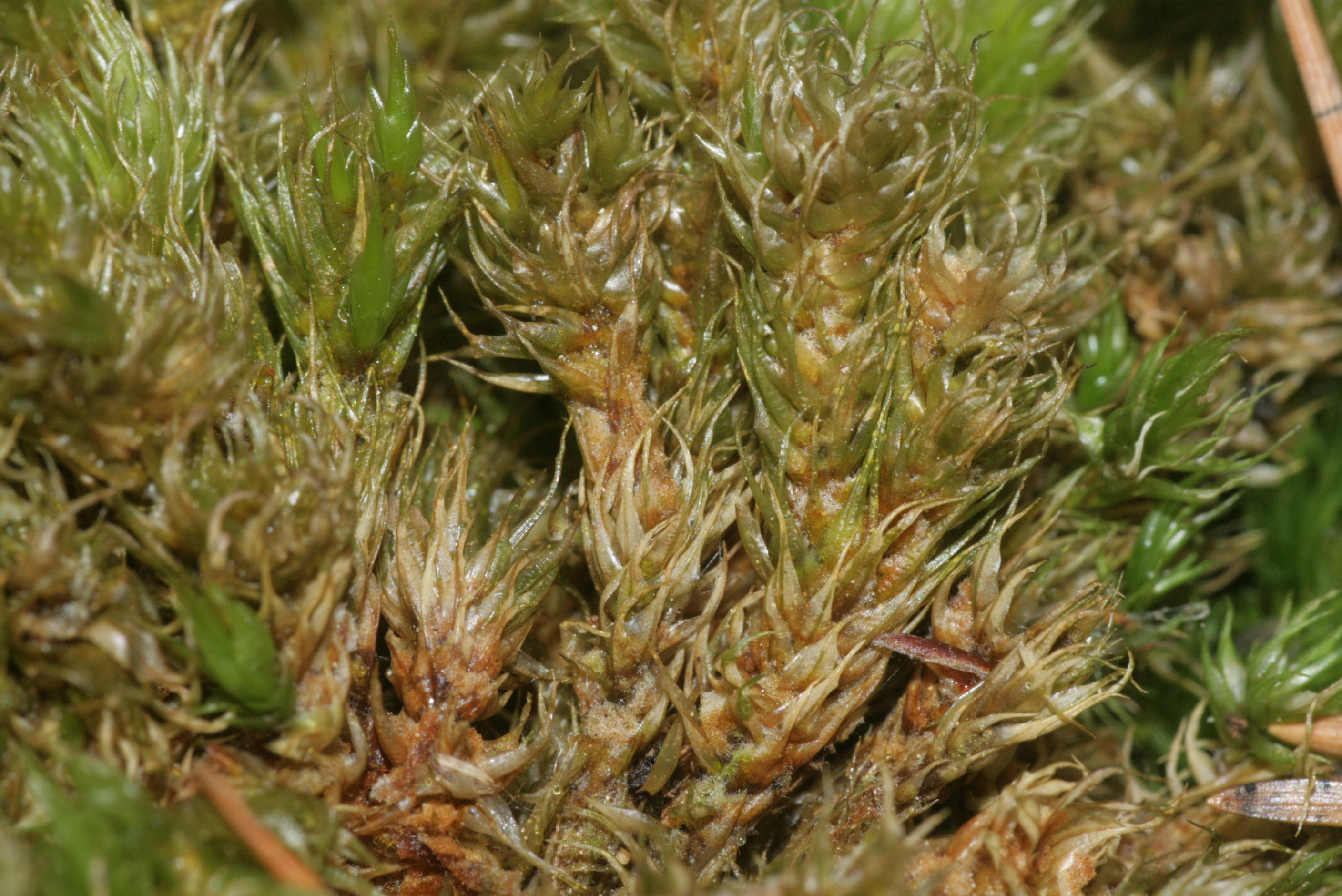
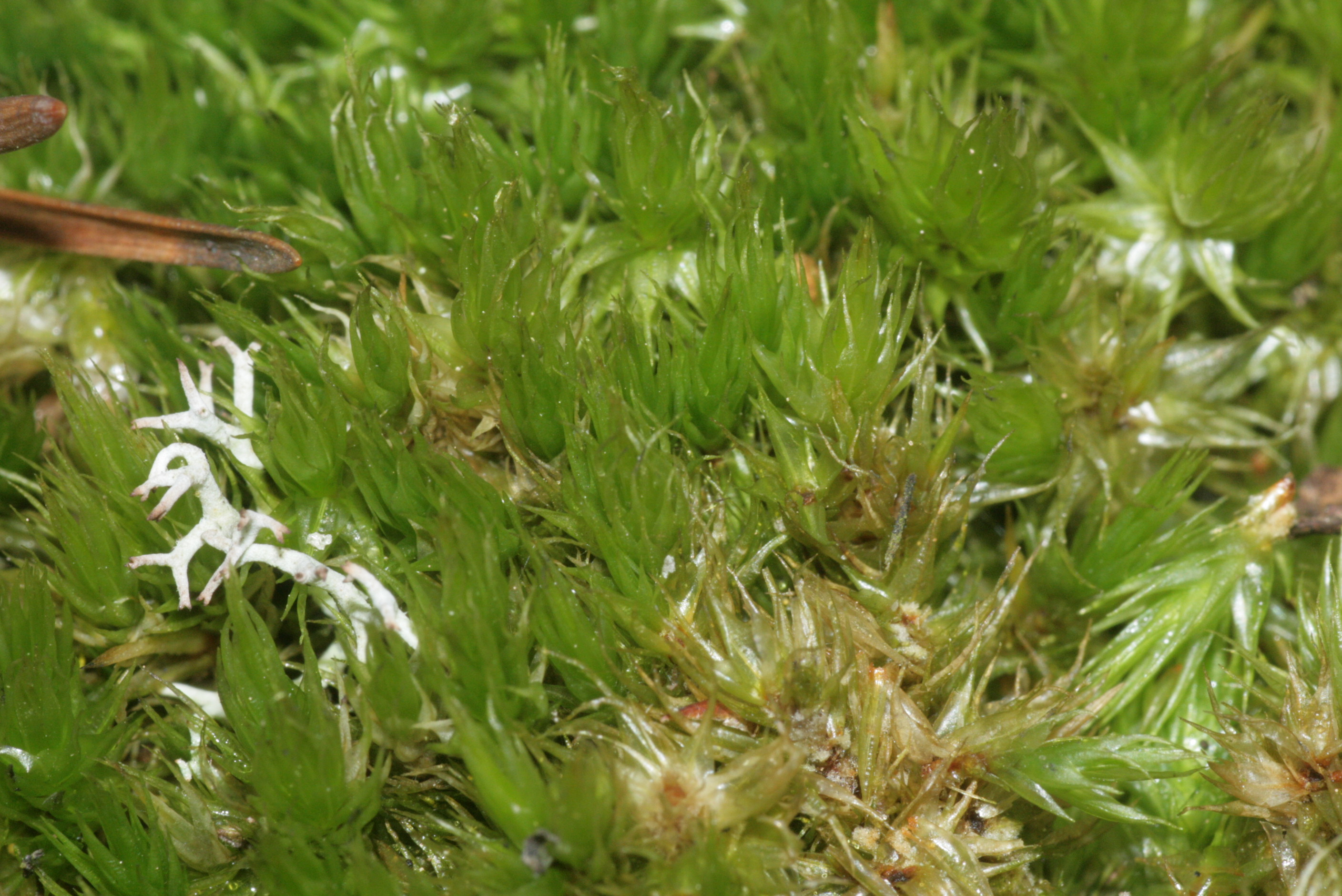
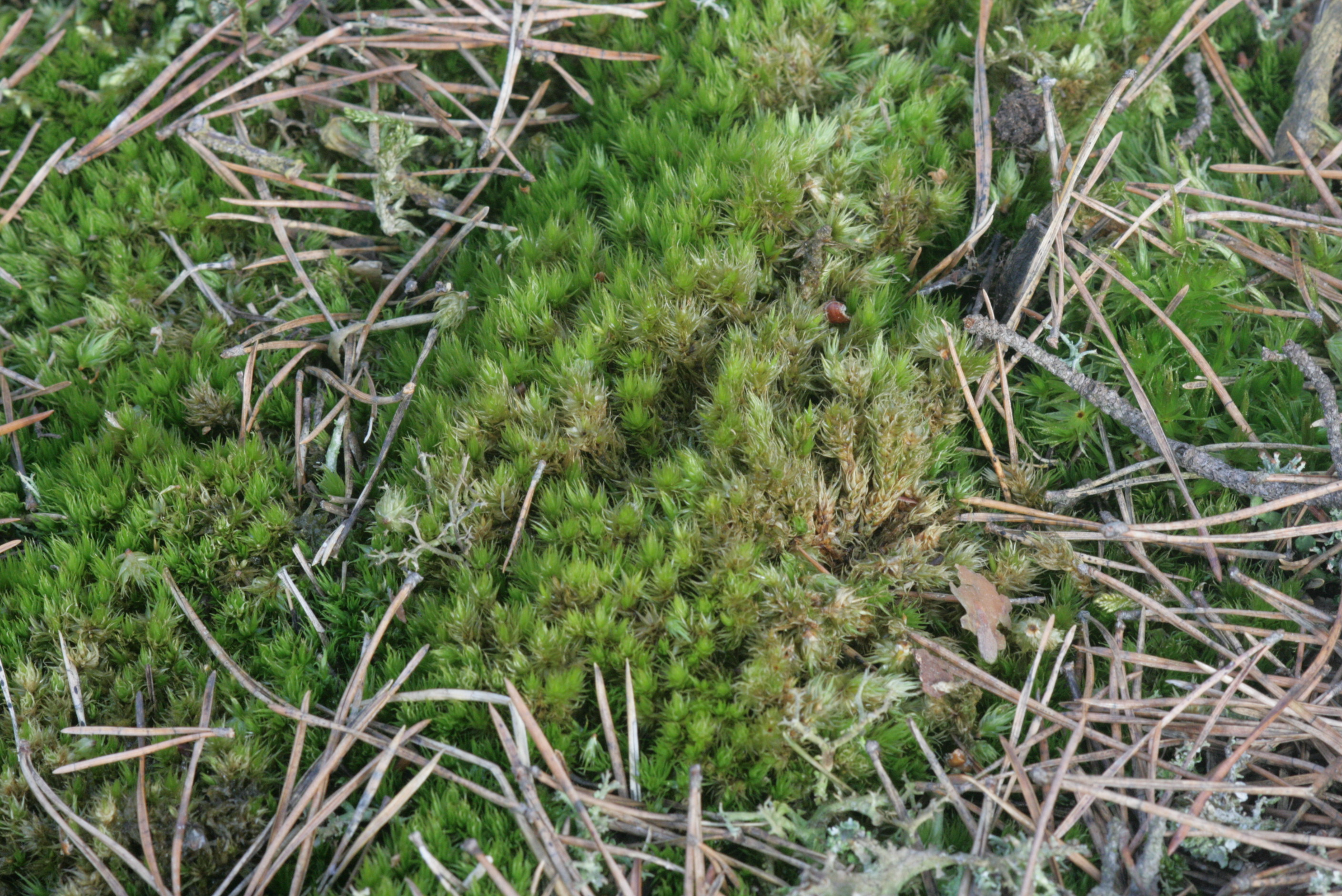